# Введенська церква (Нова Некрасівка)
Введенська церква (церква Введення в Храм Пресвятої Богородиці) — храм Київської і всієї України єпархії (Української архієпископії) Російської православної старообрядницької Церкви в селі Нова Некрасівка Ізмаїльського району Одеської області. Пам'ятка архітектури національного значення.

## Історія
Село Нова Некрасівка було засновано російськими старообрядцями-некрасовцями в 1830—1831 роках. У 1832—1833 роках до них приєдналися старообрядці з Шури-Копієвської Подільської губернії. Поділ на некрасівців і польшаків зберігався протягом багатьох десятиліть.
Введенська церква була споруджена в 1860-х роках і освячена 7 жовтня 7375 року (19 жовтня 1867 року) при князі Каролі I і архієпископі Аркадії Васлуйському. У 1898 році церква була самовільно збільшена. У 1920 році зведено дзвіницю.
У 1996 році з храму було вкрадено 28 ікон, в 1999 році — 14 ікон, у 2000 році — 8 ікон.

## Архітектура
Храм побудований з цегли, оштукатурений, має дерев'яне перекриття, тричастинний, одноголовий. Східна частина звужена і має напівкруглу апсиду. Середня частина в плані квадратна, восьмерик на четверику, увінчана шоломоподібною главою з невеликою главкою (купол церкви). Зовні восьмерик покритий залізом. Притвор має форму витягнутого прямокутника. Південний і північний входи захищені двоскатними навісами, які спираються на стіну і круглі стовпи на п'єдесталах.